# Bad World Tour
Bad World Tour – trasa koncertowa Michaela Jacksona, która rozpoczęła się 12 września 1987 w Japonii i zakończyła 27 stycznia 1989 w Los Angeles. Bad Tour składała się ze 123 koncertów przed oczami ok. 4,4 miliona fanów, niemal dorównując późniejszej HIStory World Tour. Bad Tour była pierwszą trasą Jacksona jako artysty solowego.
Podczas trwania koncertu w Brisbane w Australii, 25 listopada 1987 na scenie niespodziewanie pojawił się Stevie Wonder, aby wykonać z Jacksonem "Just Good Friends", piosenkę z albumu Bad.
3 marca 1988 Michael Jackson wykonał prywatny koncert w Madison Square Garden w Nowym Jorku. Wszystkie zyski zostały przeznaczone na cele charytatywne. Biletów nie można było nabyć w tradycyjny sposób. Specjalny system zadecydował, kto będzie je mógł otrzymać. Podczas wykonywania "The Way You Make Me Feel" na tym samym koncercie, Tatiana Thumbtzen (która pojawiła się w teledysku do piosenki) pocałowała Jacksona na scenie.
8 września 1988 Michael Jackson otrzymał specjalną nagrodę od zarządu Stadionu Wembley w Londynie, za ustanowienie rekordu osób obecnych na koncercie. Jackson wykonał siedem całkowicie wyprzedanych koncertów, na których pojawiło się w sumie 504 tys. ludzi. Przedtem, Michael pobił kolejny rekord, grając 14 wyprzedanych koncertów w trzech miastach w Japonii – Tokio, Osace i Jokohamie. Z tych 14 koncertów, 3 wyprzedane miały miejsce na Korakuen Stadium w Tokio. Miejsce zostało później nazwane Tokyo Dome, kiedy w 1988 Jackson wykonał jeszcze 9 wyprzedanych koncertów w grudniu 1988.
Koncert trasy Bad Tour w Jokohamie we wrześniu 1987 na Yokohama Sutajiamu został zarejestrowany przez Nippon TV i następnie transmitowany w całej Azji.
Kończąc trasę, Jackson zarobił 40 milionów dolarów, a trasa pochłonęła 125 milionów, czyniąc z niej najdroższą trasę koncertową, jaką kiedykolwiek zorganizował.
29 sierpnia 1988, Jackson wystąpił w Leeds w Anglii, przed 90 000 fanów, na swoje 30 urodziny. 18 września wydano oficjalne DVD koncertu na stadionie Wembley w Londynie, który odbył się 16 lipca dla księżnej Diany i księcia Karola z okazji reedycji albumu Bad.

## Lista utworów

### Etap pierwszy (wrzesień - listopad 1987)
1. "Wanna Be Startin’ Somethin’"
2. "Off the Wall"
3. "Human Nature"
4. The Jackson 5 Medley: 
  - "I Want You Back"
  - "The Love You Save"
  - "I’ll Be There"
5. "Rock with You"
6. "Beat It"
7. "Billie Jean"
8. "Shake Your Body (Down to the Ground)"
9. "Thriller"
10. "Bad"

### Etap drugi (luty 1988 – styczeń 1989)
1. "Wanna Be Startin’ Somethin’"
2. "Another Part of Me"
3. The Jackson 5 Medley
  - "I Want You Back"
  - "The Love You Save"
  - "I’ll Be There"
4. "Rock with You"
5. "Human Nature"
6. "Smooth Criminal"
7. "Dirty Diana"
8. "Thriller"
9. "Beat It"
10. "Billie Jean"
11. "Bad"
12. "The Way You Make Me Feel''

## Daty koncertów
| Data                 | Miasto          | Państwo           | Miejsce                           |
| -------------------- | --------------- | ----------------- | --------------------------------- |
| Azja                 |                 |                   |                                   |
| 12 września 1987     | Tokio           | Japonia           | Korakuen Stadium                  |
| 13 września 1987     | Tokio           | Japonia           | Korakuen Stadium                  |
| 14 września 1987     | Tokio           | Japonia           | Korakuen Stadium                  |
| 19 września 1987     | Nishinomiya     | Japonia           | Hankyu Nishinomiya Stadium        |
| 20 września 1987     | Nishinomiya     | Japonia           | Hankyu Nishinomiya Stadium        |
| 21 września 1987     | Nishinomiya     | Japonia           | Hankyu Nishinomiya Stadium        |
| 25 września 1987     | Jokohama        | Japonia           | Yokohama Stadium                  |
| 26 września 1987     | Jokohama        | Japonia           | Yokohama Stadium                  |
| 27 września 1987     | Jokohama        | Japonia           | Yokohama Stadium                  |
| 3 października 1987  | Jokohama        | Japonia           | Yokohama Stadium                  |
| 4 października 1987  | Jokohama        | Japonia           | Yokohama Stadium                  |
| 10 października 1987 | Osaka           | Japonia           | Osaka Stadium                     |
| 11 października 1987 | Osaka           | Japonia           | Osaka Stadium                     |
| 12 października 1987 | Osaka           | Japonia           | Osaka Stadium                     |
| Australia            |                 |                   |                                   |
| 13 listopada 1987    | Melbourne       | Australia         | Olympic Park Stadium              |
| 20 listopada 1987    | Sydney          | Australia         | Parramatta Stadium                |
| 21 listopada 1987    | Sydney          | Australia         | Parramatta Stadium                |
| 27 listopada 1987    | Brisbane        | Australia         | Brisbane Entertainment Centre     |
| 28 listopada 1987    | Brisbane        | Australia         | Brisbane Entertainment Centre     |
| Ameryka Północna     |                 |                   |                                   |
| 23 lutego 1988       | Kansas City     | Stany Zjednoczone | Kemper Arena                      |
| 24 lutego 1988       | Kansas City     | Stany Zjednoczone | Kemper Arena                      |
| 3 marca 1988         | Nowy Jork       | Stany Zjednoczone | Madison Square Garden             |
| 5 marca 1988         | Nowy Jork       | Stany Zjednoczone | Madison Square Garden             |
| 6 marca 1988         | Nowy Jork       | Stany Zjednoczone | Madison Square Garden             |
| 13 marca 1988        | St. Louis       | Stany Zjednoczone | St. Louis Arena                   |
| 18 marca 1988        | Indianapolis    | Stany Zjednoczone | Market Square Arena               |
| 19 marca 1988        | Indianapolis    | Stany Zjednoczone | Market Square Arena               |
| 20 marca 1988        | Louisville      | Stany Zjednoczone | Freedom Hall                      |
| 24 marca 1988        | Denver          | Stany Zjednoczone | McNichols Sports Arena            |
| 25 marca 1988        | Denver          | Stany Zjednoczone | McNichols Sports Arena            |
| 26 marca 1988        | Denver          | Stany Zjednoczone | McNichols Sports Arena            |
| 30 marca 1988        | Hartford        | Stany Zjednoczone | Hartford Civic Arena              |
| 31 marca 1988        | Hartford        | Stany Zjednoczone | Hartford Civic Arena              |
| 1 kwietnia 1988      | Hartford        | Stany Zjednoczone | Hartford Civic Arena              |
| 8 kwietnia 1988      | Houston         | Stany Zjednoczone | The Summit                        |
| 9 kwietnia 1988      | Houston         | Stany Zjednoczone | The Summit                        |
| 10 kwietnia 1988     | Houston         | Stany Zjednoczone | The Summit                        |
| 13 kwietnia 1988     | Atlanta         | Stany Zjednoczone | Omni Coliseum                     |
| 14 kwietnia 1988     | Atlanta         | Stany Zjednoczone | Omni Coliseum                     |
| 15 kwietnia 1988     | Atlanta         | Stany Zjednoczone | Omni Coliseum                     |
| 19 kwietnia 1988     | Rosemont        | Stany Zjednoczone | Rosemont Horizon                  |
| 20 kwietnia 1988     | Rosemont        | Stany Zjednoczone | Rosemont Horizon                  |
| 21 kwietnia 1988     | Rosemont        | Stany Zjednoczone | Rosemont Horizon                  |
| 25 kwietnia 1988     | Dallas          | Stany Zjednoczone | Reunion Arena                     |
| 26 kwietnia 1988     | Dallas          | Stany Zjednoczone | Reunion Arena                     |
| 27 kwietnia 1988     | Dallas          | Stany Zjednoczone | Reunion Arena                     |
| 4 maja 1988          | Minneapolis     | Stany Zjednoczone | Met Center                        |
| 5 maja 1988          | Minneapolis     | Stany Zjednoczone | Met Center                        |
| 6 maja 1988          | Minneapolis     | Stany Zjednoczone | Met Center                        |
| Europa               |                 |                   |                                   |
| 23 maja 1988         | Rzym            | Włochy            | Stadio Flaminio                   |
| 24 maja 1988         | Rzym            | Włochy            | Stadio Flaminio                   |
| 29 maja 1988         | Turyn           | Włochy            | Stadio Olimpico di Torino         |
| 2 czerwca 1988       | Wiedeń          | Austria           | Praterstadion                     |
| 5 czerwca 1988       | Rotterdam       | Holandia          | Stadion Feijenoord                |
| 6 czerwca 1988       | Rotterdam       | Holandia          | Stadion Feijenoord                |
| 7 czerwca 1988       | Rotterdam       | Holandia          | Stadion Feijenoord                |
| 11 czerwca 1988      | Göteborg        | Szwecja           | Eriksberg Docks Grounds           |
| 12 czerwca 1988      | Göteborg        | Szwecja           | Eriksberg Docks Grounds           |
| 16 czerwca 1988      | Bazylea         | Szwajcaria        | St. Jakob-Stadion                 |
| 19 czerwca 1988      | Berlin Zachodni | Niemcy Zachodnie  | Reichstag                         |
| 27 czerwca 1988      | Paryż           | Francja           | Parc des Princes Stadium          |
| 28 czerwca 1988      | Paryż           | Francja           | Parc des Princes Stadium          |
| 1 lipca 1988         | Hamburg         | Niemcy Zachodnie  | Volksparkstadion                  |
| 3 lipca 1988         | Kolonia         | Niemcy Zachodnie  | Müngersdorfer Stadion             |
| 8 lipca 1988         | Monachium       | Niemcy Zachodnie  | Stadion Olimpijski                |
| 10 lipca 1988        | Hockenheim      | Niemcy Zachodnie  | Hockenheimring                    |
| 14 lipca 1988        | Londyn          | Wielka Brytania   | Stadion Wembley                   |
| 15 lipca 1988        | Londyn          | Wielka Brytania   | Stadion Wembley                   |
| 16 lipca 1988        | Londyn          | Wielka Brytania   | Stadion Wembley                   |
| 22 lipca 1988        | Londyn          | Wielka Brytania   | Stadion Wembley                   |
| 23 lipca 1988        | Londyn          | Wielka Brytania   | Stadion Wembley                   |
| 26 lipca 1988        | Cardiff         | Wielka Brytania   | Cardiff Arms Park                 |
| 30 lipca 1988        | Cork            | Irlandia          | Páirc Uí Chaoimh                  |
| 31 lipca 1988        | Cork            | Irlandia          | Páirc Uí Chaoimh                  |
| 5 sierpnia 1988      | Marbella        | Hiszpania         | Estadio Municipal                 |
| 7 sierpnia 1988      | Madryt          | Hiszpania         | Estadio Vicente Calderón          |
| 9 sierpnia 1988      | Barcelona       | Hiszpania         | Camp Nou                          |
| 12 sierpnia 1988     | Montpellier     | Francja           | Stade Richter                     |
| 14 sierpnia 1988     | Nicea           | Francja           | Stade Charles-Ehrmann             |
| 19 sierpnia 1988     | Lozanna         | Szwajcaria        | Stade Olympique de la Pontaise    |
| 21 sierpnia 1988     | Würzburg        | Niemcy Zachodnie  | Talavera Wiesen Grounds           |
| 23 sierpnia 1988     | Werchter        | Belgia            | Werchter Festival Ground          |
| 26 sierpnia 1988     | Londyn          | Wielka Brytania   | Stadion Wembley                   |
| 27 sierpnia 1988     | Londyn          | Wielka Brytania   | Stadion Wembley                   |
| 29 sierpnia 1988     | Leeds           | Wielka Brytania   | Roundhay Park                     |
| 2 września 1988      | Hanower         | Niemcy Zachodnie  | Niedersachsenstadion              |
| 4 września 1988      | Gelsenkirchen   | Niemcy Zachodnie  | Parkstadion                       |
| 6 września 1988      | Linz            | Austria           | Linzer Stadion                    |
| 10 września 1988     | Milton Keynes   | Wielka Brytania   | The National Bowl                 |
| 11 września 1988     | Liverpool       | Wielka Brytania   | Aintree Racecourse                |
| Ameryka Północna     |                 |                   |                                   |
| 26 września 1988     | Pittsburgh      | Stany Zjednoczone | Pittsburgh Civic Arena            |
| 27 września 1988     | Pittsburgh      | Stany Zjednoczone | Pittsburgh Civic Arena            |
| 28 września 1988     | Pittsburgh      | Stany Zjednoczone | Pittsburgh Civic Arena            |
| 3 października 1988  | East Rutherford | Stany Zjednoczone | Izod Center                       |
| 4 października 1988  | East Rutherford | Stany Zjednoczone | Izod Center                       |
| 5 października 1988  | East Rutherford | Stany Zjednoczone | Izod Center                       |
| 10 października 1988 | Richfield       | Stany Zjednoczone | Coliseum at Richfield             |
| 11 października 1988 | Richfield       | Stany Zjednoczone | Coliseum at Richfield             |
| 13 października 1988 | Landover        | Stany Zjednoczone | Capital Centre                    |
| 17 października 1988 | Landover        | Stany Zjednoczone | Capital Centre                    |
| 18 października 1988 | Landover        | Stany Zjednoczone | Capital Centre                    |
| 19 października 1988 | Landover        | Stany Zjednoczone | Capital Centre                    |
| 24 października 1988 | Auburn Hills    | Stany Zjednoczone | The Palace of Auburn Hills        |
| 25 października 1988 | Auburn Hills    | Stany Zjednoczone | The Palace of Auburn Hills        |
| 26 października 1988 | Auburn Hills    | Stany Zjednoczone | The Palace of Auburn Hills        |
| 7 listopada 1988     | Irvine          | Stany Zjednoczone | Irvine Meadows Amphitheater       |
| 8 listopada 1988     | Irvine          | Stany Zjednoczone | Irvine Meadows Amphitheater       |
| 9 listopada 1988     | Irvine          | Stany Zjednoczone | Irvine Meadows Amphitheater       |
| 13 listopada 1988    | Los Angeles     | Stany Zjednoczone | Los Angeles Memorial Sports Arena |
| Azja                 |                 |                   |                                   |
| 9 grudnia 1988       | Tokio           | Japonia           | Tokyo Dome                        |
| 10 grudnia 1988      | Tokio           | Japonia           | Tokyo Dome                        |
| 11 grudnia 1988      | Tokio           | Japonia           | Tokyo Dome                        |
| 17 grudnia 1988      | Tokio           | Japonia           | Tokyo Dome                        |
| 18 grudnia 1988      | Tokio           | Japonia           | Tokyo Dome                        |
| 19 grudnia 1988      | Tokio           | Japonia           | Tokyo Dome                        |
| 24 grudnia 1988      | Tokio           | Japonia           | Tokyo Dome                        |
| 25 grudnia 1988      | Tokio           | Japonia           | Tokyo Dome                        |
| 26 grudnia 1988      | Tokio           | Japonia           | Tokyo Dome                        |
| Ameryka Północna     |                 |                   |                                   |
| 16 stycznia 1989     | Los Angeles     | Stany Zjednoczone | Los Angeles Memorial Sports Arena |
| 17 stycznia 1989     | Los Angeles     | Stany Zjednoczone | Los Angeles Memorial Sports Arena |
| 18 stycznia 1989     | Los Angeles     | Stany Zjednoczone | Los Angeles Memorial Sports Arena |
| 26 stycznia 1989     | Los Angeles     | Stany Zjednoczone | Los Angeles Memorial Sports Arena |
| 27 stycznia 1989     | Los Angeles     | Stany Zjednoczone | Los Angeles Memorial Sports Arena |

## Wykonawcy

### Główni wykonawcy
- Michael Jackson: wokalista, tancerz, kierownik muzyczny

### Członkowie zespołu
- Kierownik muzyczny: Greg Phillinganes
- Perkusja: Ricky Lawson
- Bas: Don Boylette
- Gitara prowadząca: Jennifer Batten
- Gitara rytmiczna: Jon Clark
- Instrumenty klawiszowe: Greg Phillinganes, Chris Currell & Rory Kaplan

### Chórek
- Sheryl Crow
- Kevin Dorsey
- Dorian Holley
- Darryl Phinnessee

### Tancerze
- Randy Allaire
- Patrik Nebeski
- Evaldo Garcia
- Dominic Lucero
- LaVelle Smith

## Lista płac
- Dyrektor wykonawczy: Michael Jackson
- Asystent dyrektora: Jolie Levine
- Choreograf: Michael Jackson
- Asystent choreografa i inscenizacja: Vincent Paterson
- Projekt sceny: Tom McPhilips
- Światła: Allen Branton
- Szef ochrony: Bill Bray
- Włosy i makijaż: Karen Faye
- Osobisty zarząd: Frank DiLeo